# Valer Toma
Valer Toma, romunski veslač, * 26. november 1957.
Toma je na Poletnih olimpijskih igrah 1984 v Los Angelesu osvojil zlato olimpijsko medaljo v dvojcu brez krmarja. Takrat je veslal v paru s Petrum Iosubom. 